# Le Peuple de l'enfer

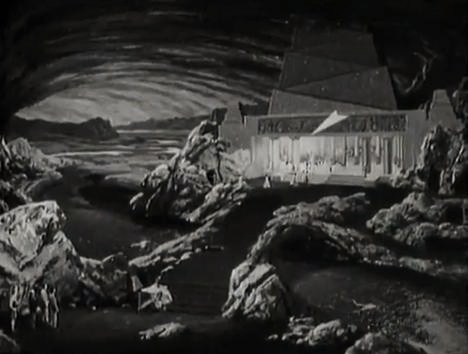
Décor du film.

Le Peuple de l'enfer ou Menace sous la terre (The Mole People) est un film américain de Virgil W. Vogel sorti en 1956.

## Synopsis
Une narration du Dr Frank Baxter, professeur d'anglais à l'Université de Californie du Sud, explique les prémices du film et sa base dans la réalité. Il discute brièvement des théories de la terre creuse de John Symmes et Cyrus Teed, entre autres, et dit que le film est une représentation fictive de ces théories peu orthodoxes.
Les archéologues Dr. Roger Bentley et Dr. Jud Bellamin découvrent une race d'albinos sumériens vivant profondément sous la Terre. Ils gardent des hommes-taupes humanoïdes mutants comme esclaves pour récolter les champignons qui leur servent de principale source de nourriture. Les ancêtres des albinos sumériens ont déménagé dans les souterrains après des inondations cataclysmiques dans l'ancienne Mésopotamie. Ils croient que ces hommes sont des messagers d'Ishtar, leur déesse. Chaque fois que leur population augmente, ils sacrifient des jeunes femmes à l'Œil d'Ishtar. Ces gens vivent sous terre depuis si longtemps qu'ils sont affaiblis par une lumière vive que les archéologues ont apportée sous la forme d'une lampe de poche. Cependant, il y a une fille nommée Adad qui a une peau naturelle de race blanche qui est dédaignée par les autres car elle a la «marque des ténèbres».
Lorsqu'un des archéologues est tué par une taupe, Elinu, le grand prêtre, se rend compte qu'ils ne sont pas des dieux. Il ordonne leur capture et prend leur lampe de poche pour contrôler le peuple taupe, ne sachant pas qu'elle est épuisée. Les archéologues sont ensuite envoyés à l'Œil d'Ishtar alors que le peuple taupe se rebelle. Adad va à l'Oeil pour se rendre compte que c'est vraiment de la lumière naturelle venant de la surface et que les hommes ont survécu. Ils remontent ensuite à la surface. Malheureusement, Adad meurt après avoir atteint la surface lorsqu'un tremblement de terre fait tomber une colonne et l'écrase.

## Fiche technique
- Titre original : The Mole People
- Titre français : Le Peuple de l'enfer
- Réalisation : Virgil W. Vogel
- Scénario : László Görög
- Photographie : Ellis W. Carter
- Montage : Irving Birnbaum
- Costumes : Jay A. Morley Jr.
- Musique : Heinz Roemheld, Hans J. Salter, Herman Stein
- Production : William Alland
- Société de production : Universal International
- Budget : 200 000 $
- Pays de production : États-Unis
- Format : Noir et blanc
- Genre : film fantastique
- Durée : 77 minutes
- Dates de sortie :
  - États-Unis : décembre 1956
  - France : 13 septembre 1957

## Distribution
- John Agar : Dr. Roger Bentley
- Cynthia Patrick : Adad
- Hugh Beaumont : Dr. Jud Bellamin
- Nestor Paiva : Prof. Etienne Lafarge
- Alan Napier : Elinor, le grand prêtre
- Phil Chambers : Dr. Paul Stuart
- Rodd Redwing : Nazar